# 都城工業高等専門学校
都城工業高等専門学校（みやこのじょうこうぎょうこうとうせんもんがっこう、英称:National Institute of Technology, Miyakonojo College）は宮崎県都城市吉尾町にある日本の国立高等専門学校。1964年に設置された。略称は都城高専。

## 沿革
- 1964年（昭和39年）4月1日 都城工業高等専門学校開校（機械工学科・電気工学科・工業化学科の3学科）
- 1965年（昭和40年）3月25日 都城市吉尾町にキャンパスを移転
- 1969年（昭和44年）4月1日 建築学科設置
- 1995年（平成07年）4月1日 工業化学科を物質工学科に改組
- 2002年（平成14年）4月1日 専攻科設置（機械電気工学専攻・物質工学専攻・及び建築学専攻の3専攻）
- 2004年（平成16年）4月1日 独立行政法人化
- 2005年（平成17年）5月1日 「生産デザイン工学」教育プログラムにおいてJABEE認定
- 2007年（平成19年）4月1日 電気工学科を電気情報工学科に名称変更[1]

## 設置学科

### 学科（準学士課程）
- 機械工学科（略称：M)
- 電気情報工学科（略称：E)
- 物質工学科（略称：C)
- 建築学科（略称：A)

### 専攻科（学士課程）
- 機械電気工学専攻（略称：ME専攻）
- 物質工学専攻（略称：C専攻）
- 建築学専攻（略称：A専攻）

## 教育理念
優れた人格を備え国際社会に貢献できる創造性豊かな実践的技術者の育成

## 学習・教育目標
1. あらゆる可能性を追求できる豊かな創造性を有する技術者の育成[2]
2. 科学と工学の知識を駆使して技術的問題を解決し、新規生産技術をデザインできる優れた知性を有する技術者の育成[2]
3. 世界の歴史・文化および倫理を常に考え国際社会に貢献できる高度な社会性を有する技術者の育成[2]
4. 自然・社会環境に関連する諸問題に積極的・計画的に取り組み、継続して推進する確かな実行力を有する技術者の育成[2]

## 学生生活

### ロボットコンテスト
NHKなどが主催するアイデア対決・全国高等専門学校ロボットコンテストの全国大会での成績を掲載している（地区大会は高専ロボコンの変遷#九州沖縄地区大会成績を参照）。
| 回 | 開催年 | 開催日   | 大会名                              | 成績（企業名）                               | ロボット名                     | 備考           | 出典   |
| -- | ------ | -------- | ----------------------------------- | -------------------------------------------- | ------------------------------ | -------------- | ------ |
| 5  | 1992年 | 11月15日 | ミステリーサークル                  | ミステリーサークル大賞                       | ロジャーアーム号               |                | [ 3 ]  |
| 7  | 1994年 | 11月20日 | スペースフライヤー                  | アイデア賞                                   | P・P                           | [ 4 ]          |        |
| 10 | 1997年 | 11月23日 | 花開蝶来                            | 優勝                                         | Mの国                          | [ 5 ]          |        |
| 17 | 2004年 | 11月28日 | マーズラッシュ                      | 特別賞（マブチモーター）                     | ぼくらはにわたんけんたい       | [ 6 ]          |        |
| 18 | 2005年 | 12月4日  | 大運動会                            | 特別賞（ソリッド・ワークス・ジャパン）       | Parallel                       | [ 7 ]          |        |
| 19 | 2006年 | 11月26日 | ふるさと自慢特急便                  | 特別賞（本田技研工業）                       | RainBow                        | [ 8 ]          |        |
| 22 | 2009年 | 11月22日 | DANCIN' COUPLE                      | 特別賞（マブチモーター）                     | 桜風舞姫                       | [ 9 ]          |        |
| 25 | 2012年 | 11月25日 | ベスト・ペット                      | デザイン賞・特別賞（東京エレクトロンFE）     | 追跡！完璧リン                 | [ 10 ]         |        |
| 26 | 2013年 | 11月24日 | Shall We Jump?                      | アイデア賞・特別賞（マブチモーター）         | 跳べ！最優ウッキー！           | [ 11 ]         |        |
| 28 | 2015年 | 11月22日 | 輪花繚乱                            | デザイン賞・特別賞（マブチモーター）         | 進め！みやこのゾウ             | [ 12 ]         |        |
| 29 | 2016年 | 11月20日 | ロボット・ニューフロンティア        | 特別賞（東京エレクトロン）                   | はにワッショイ！               | [ 13 ]         |        |
| 30 | 2017年 | 12月3日  | 大江戸ロボット忍法帳                | 特別賞（安川電機）                           | 割れ！風船PANだ！              | [ 14 ]         |        |
| 31 | 2018年 | 11月25日 | Bottle-Flip Cafe                    | アイデア倒れ賞                               | 曲鯨師！ホエールくん！         | [ 15 ]         |        |
| 32 | 2019年 | 11月24日 | らん♪ RUN Laundry                   | アイデア賞・特別賞（安川電機）               | ハッとトリック！ポッポちゃん！ | [ 16 ]         |        |
| 33 | 2020年 | 11月29日 | はぴ☆ロボ自慢                       | 特別賞（セメダイン）                         | とどけ！ケーキゴーランド！     | オンライン開催 | [ 17 ] |
| 35 | 2022年 | 11月27日 | ミラクル☆フライ～空へ舞いあがれ！～ | アイデア倒れ賞・特別賞（牧野フライス製作所） | 華て！カババッ！               |                | [ 18 ] |

### 研究成果ほか
- シラスを材料としたアクセサリ（シラスオパール）、建材等
- コーヒー炭を原料とした水素吸蔵材料の開発（長岡技術科学大学）
- 特許とったる君[19][20]：特許法の学習用に作られたCAIソフトウェア

## 歴代校長
| 代 | 就任年 | 就任日  | 氏名         | 前職                               | 学位         |
| -- | ------ | ------- | ------------ | ---------------------------------- | ------------ |
| 初 | 1964年 | 4月1日  | 吉村恂       | 九州大学教授                       | 理学博士     |
| 2  | 1971年 | 4月1日  | 野口高       | 九州大学名誉教授                   | 工学博士     |
| 3  | 1979年 | 4月1日  | 海江田弘也   | 九州大学教授                       | 工学博士     |
| 4  | 1983年 | 12月1日 | 野口博通     | 国立諌早少年自然の家所長           | N/A          |
| 5  | 1986年 | 12月1日 | 篠塚脩       | 文部省大臣官房文教施設部技術参事官 | N/A          |
| 6  | 1993年 | 4月1日  | 高見沢橄一郎 | 九州大学教授                       | 理学博士     |
| 7  | 1993年 | 7月1日  | 江藤守總     | 九州大学名誉教授                   | 農学博士     |
| 8  | 1998年 | 4月1日  | 松浦修平     | 九州大学名誉教授                   | 農学博士     |
| 9  | 2003年 | 4月1日  | 亀井伸雄     | 文化庁文化財部建造物課長           | 工学博士     |
| 10 | 2005年 | 4月1日  | 廣瀨寛       | 筑波技術短期大学副学長             | N/A          |
| 11 | 2008年 | 4月1日  | 三村洋史     | 東京農工大学理事兼副学長           | N/A          |
| 12 | 2013年 | 4月1日  | 桑原裕史     | 鈴鹿工業高等専門学校教授           | 工学博士     |
| 13 | 2018年 | 4月1日  | 岩佐健司     | 阿南工業高等専門学校教授           | 工学博士     |
| 14 | 2021年 | 4月1日  | 和田清       | 岐阜工業高等専門学校副校長         | 工学博士     |
| 15 | 2023年 | 4月1日  | 田村隆弘     | 福井工業高等専門学校校長           | 博士（工学） |

## 同窓会
- 深山会（みやまかい）[21]

## 対外関係

### 他大学との協定

#### 国内大学
- 放送大学学園 - 単位互換協定を結んでおり、放送大学で取得した単位を卒業に要する単位として認定することができる[22][23]。
- 高等教育コンソーシアム宮崎 - 会員[24]

## 不祥事
- 2023年（令和5年）4月6日、当時58歳の技術職員が抵抗できない状態の10代女性に性的暴行を加えたとして逮捕された[25]。また、逮捕後に多数の余罪が発覚し、教え子を含む7名の女性に対し睡眠薬を飲ませた上で性的暴行を行ったとして準強制性交等罪容疑で起訴された。翌2024年3月、宮崎地検は「性犯罪の枠をはるかに超え、人体実験とでも言うべき正に悪質極まりない犯行」として元職員に懲役30年を求刑し[26]、5月に懲役23年の判決が言い渡された[27]。

## 著名な出身者
- 小原秀一（アニメーター）
- 田中賢一（長崎総合科学大学教授）
- 馬場功淳（コロプラ創業者・代表取締役会長[28][29]）
- 濵渦伸次（アラタナ、ノットアホテル創業者[30]）
- 和田元（東京大学名誉教授、元日本植物脂質科学研究会会長）